# Reginald Oliver Oliver
Reginald Oliver Oliver (Felanitx, Mallorca, 1573 - València, 1642) era un dominic i escriptor. També va ser lector d'arts i de teologia del convent de Palma, Mallorca i prior del convent del Pilar a València. Va escriure "Rosario de la Soberana Virgen N. S. con las indulgencias y privilegios concedidos a su cofradía" l'any 1647.